# Centaurea aeolica
Il fiordaliso delle Eolie (nome scientifico Centaurea aeolica Guss. ex Lojac., 1903)  è una pianta erbacea, angiosperma dicotiledone, appartenente alla famiglia delle Asteraceae.

## Descrizione

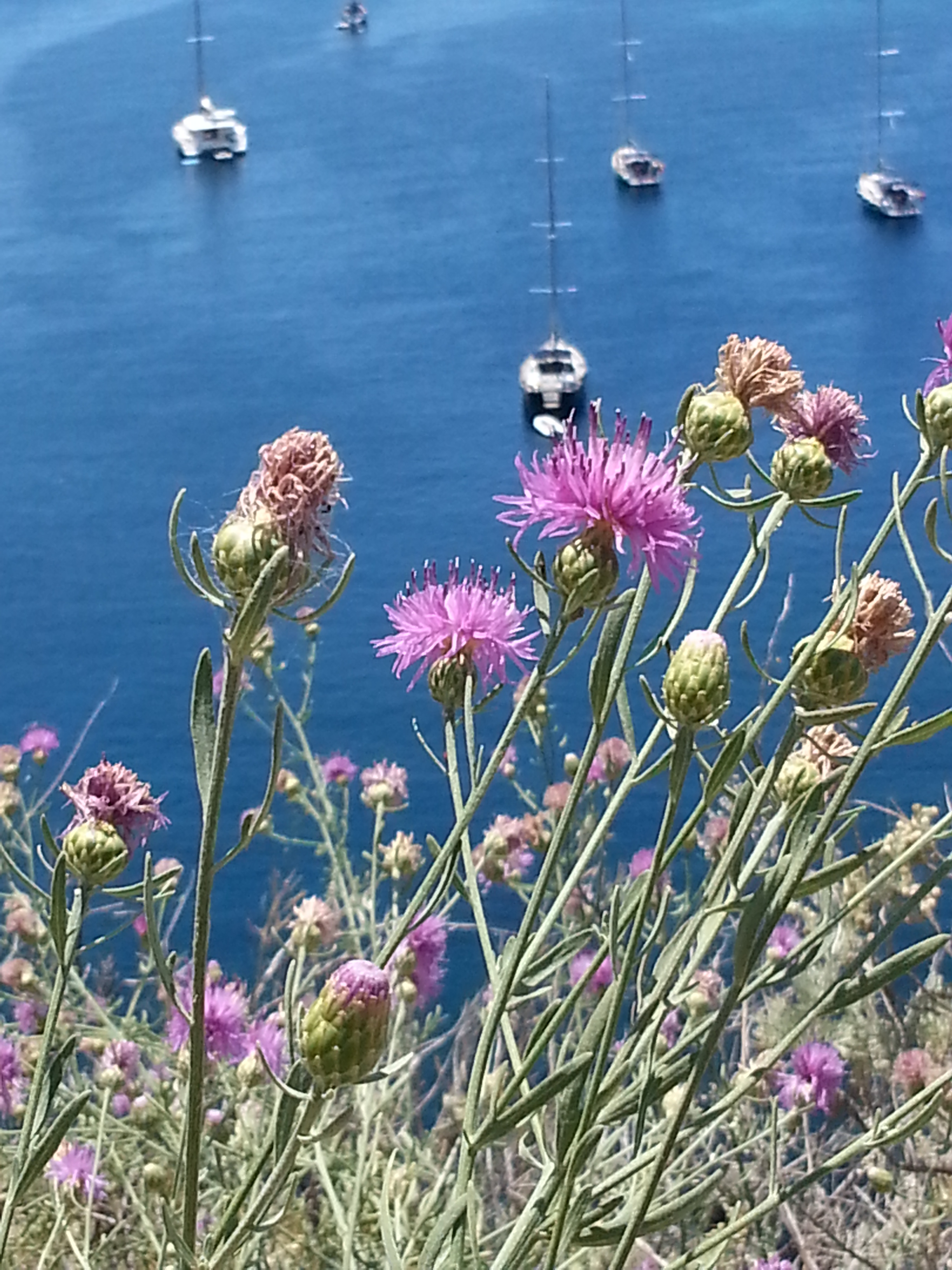
Il portamento

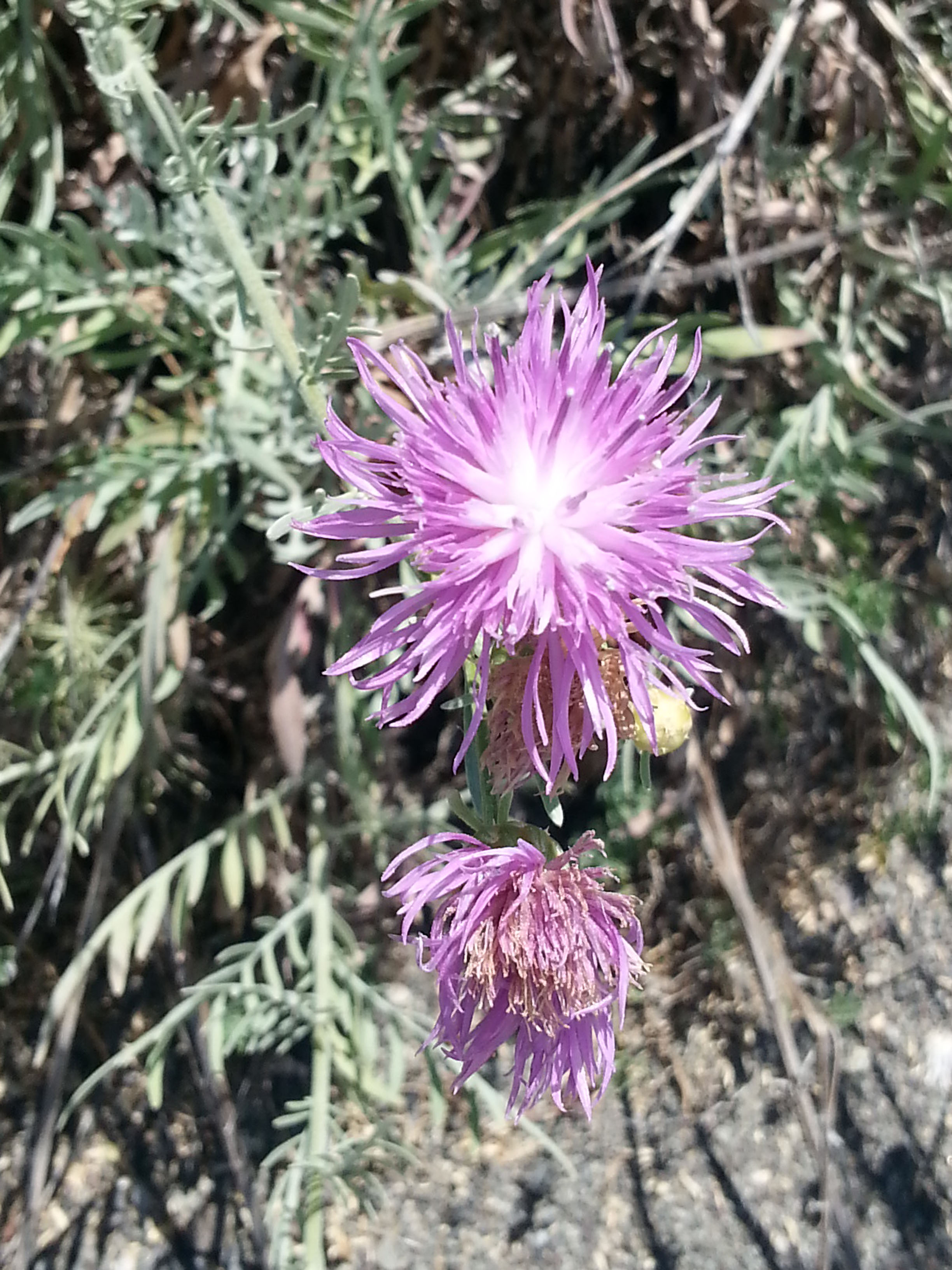
Infiorescenza

Centaurea aeolica è una piante perenni con portamenti erbacei. La forma biologica è camefita suffruticosa (Ch suffr), sono piante perenni e legnose alla base, con gemme svernanti poste ad un'altezza dal suolo tra i 2 ed i 30 cm (le porzioni erbacee seccano annualmente e rimangono in vita soltanto le parti legnose). L'altezza massima dello stelo è di 2 - 5 dm, mentre la pianta può raggiungere un'altezza di 130 – 150 cm.
Tutta la pianta in giovane età è bianco-tomentosa; nel seguito diventa glabrescente e più o meno verde.
Le foglie lungo il caule normalmente sono a disposizione alternata. La forma della lamina è 1-2-pennatosetta con segmenti lanceolati. Le foglie superiori hanno dei segmenti più o meno lineari-spatolati.
Le infiorescenze sono composte da grossi capolini terminali o ascellanti, scaposi-solitari, o raccolti in formazioni corimbose o di altro tipo. I capolini, più o meno disciformi o radiati e eterogami (raramente sono omogami), sono formati da un involucro a forma ovoide o subsferica composto da brattee (o squame) all'interno delle quali un ricettacolo fa da base ai fiori di due tipi: tubulosi (centrali) e ligulati (periferici). Le brattee disposte in più serie in modo embricato e scalato hanno delle forme lanceolate con apici acuti, senza ciglia e margini interi (le appendici, presenti in molte specie del genere Centaurea, qui sono quasi assenti). Il ricettacolo, a forma piatta o più o meno conica, è ricoperto da pagliette oppure, più raramente, è nudo. Diametro dell'involucro: 8 – 13 mm.
I fiori sia quelli tubulosi che ligulati sono tetra-ciclici (ossia sono presenti 4 verticilli: calice – corolla – androceo – gineceo) e pentameri (ogni verticillo ha 5 elementi). I fiori centrali in genere sono tubulosi (actinomorfi); quelli periferici sono di tipo ligulato (zigomorfi). In genere i fiori sono ermafroditi (bisessuali) e feritili. Quelli periferici sono sterili (neutri) e talvolta con staminoidi.
- Formula fiorale:

*/x K {\displaystyle \infty }, [C (5), A (5)], G 2 (infero), achenio
- Calice: i sepali del calice sono ridotti ad una coroncina di squame.
- Corolla: i fori tubolosi centrali si aprono in cinque profondi lobi; quelli ligulati della periferia (perlopiù sterili) sono più o meno bilabiati e molto lunghi (raramente sono ridotti). Il colore va dal rosa, al porpora e il violetto.
- Androceo: gli stami sono 5 con filamenti liberi, glabri o papillosi e distinti, mentre le antere sono saldate in un manicotto (o tubo) circondante lo stilo. Le antere in genere hanno una forma sagittata con base caudata. Il polline normalmente è tricolporato a forma sferica o schiacciata ai poli.
- Gineceo: lo stilo è filiforme con due stigmi divergenti e glabri; un ciuffo di peli è presente all'apice dello stilo. L'ovario è infero uniloculare formato da 2 carpelli. L'ovulo è unico e anatropo.
- Fioritura: da giugno a luglio.

I frutti sono degli acheni con pappo. La forma dell'achenio in genere è oblunga e compressa (raramente è obconica); è colorato di marrone-nero. Il pericarpo può essere di tipo parenchimatico, altrimenti è indurito (lignificato) radialmente; la superficie è liscia o a coste.  Il carpoforo (o carpopodium - il ricettacolo alla base del gineceo) è anulare. I pappi, formati da due serie di setole (quelle esterne sono pennate o piumose; quelle interne sono più piccole e lacerate), sono direttamente inseriti nel pericarpo o connati in un anello parenchimatico posto sulla parte apicale dell'achenio. Raramente il pappo può essere nullo. L'ilo è laterale.

## Biologia
- Impollinazione: l'impollinazione avviene tramite insetti (impollinazione entomogama tramite farfalle diurne e notturne).
- Riproduzione: la fecondazione avviene fondamentalmente tramite l'impollinazione dei fiori (vedi sopra).
- Dispersione: i semi (gli acheni) cadendo a terra sono successivamente dispersi soprattutto da insetti tipo formiche (disseminazione mirmecoria). In questo tipo di piante avviene anche un altro tipo di dispersione: zoocoria. Infatti gli uncini delle brattee dell'involucro si agganciano ai peli degli animali di passaggio disperdendo così anche su lunghe distanze i semi della pianta.

Queste piante presentano una particolare sensibilità al tatto nei filamenti delle antere. Questi si irritano allorquando avviene uno stimolo tattile qualsiasi, come lo strofinio di un pronubo; contemporaneamente dalle antere esce del polline e lo stillo si raddrizza per riceverlo prontamente. Avviene così una auto-impollinazione.

## Distribuzione e habitat
- Geoelemento: il tipo corologico (area di origine) è Endemico
- Distribuzione: in Italia questa specie è rara e si trova nelle isole Eolie, Lipari, Vulcano, Alicudi, Salina, Panarea e Stromboli.
- Habitat:  l'habitat preferito per queste piante sono le rupi e i pendii aridi.
- Distribuzione altitudinale: sui rilievi, in Italia, queste piante si possono trovare fino a 400 m s.l.m..

## Tassonomia
La famiglia di appartenenza di questa voce (Asteraceae o Compositae, nomen conservandum) probabilmente originaria del Sud America, è la più numerosa del mondo vegetale, comprende oltre 23.000 specie distribuite su 1.535 generi, oppure 22.750 specie e 1.530 generi secondo altre fonti (una delle checklist più aggiornata elenca fino a 1.679 generi). La famiglia attualmente (2021) è divisa in 16 sottofamiglie.
La tribù Cardueae (della sottofamiglia Carduoideae) a sua volta è suddivisa in 12 sottotribù (la sottotribù Centaureinae è una di queste).

### Filogenesi
La classificazione della sottotribù rimane ancora problematica e piena di incertezze. Il genere Centaurea è inserito nel gruppo tassonomico informale Centaurea Group. La posizione filogenetica di questo gruppo nell'ambito della sottotribù è definita come il "core" della sottotribù; ossia è stato l'ultimo gruppo a divergere intorno ai 10 milioni di anni fa.
Il genere Centaurea è di difficile trattazione essendo altamente polimorfo. Forse è un complesso polifiletico ancora poco conosciuto. Frequenti sono i fenomeni di ibridazione; sono presenti fusti pesanti e con pappo nullo o inefficiente, e quindi poco adatto alla disseminazione a distanza: si generano così una moltitudine di taxa locali segregati, che non sono separati da barriere sessuali, ma da ristrette separazioni geografiche.
La specie di questa voce fa parte del gruppo delle centauree la cui parte apicale delle brattee (o squame) dell'involucro non è chiaramente separata (tramite una strozzatura) dal corpo sottostante della squama e all'apice è presente una singola spina mucronata oppure no.

### Sottospecie
Nella "Flora d'Italia" per questa pianta sono indicate due sottospecie:
- subsp. aeolica: è la stirpe principale. 
  - Descrizione: le foglie inferiori hanno delle forme 1-2-pennatosette con superficie grigio-verde; il diametro degli involucri dei capolini è di 10 – 13 mm.
  - Distribuzione: si trova soltanto nelle isole della Sicilia.
- subsp. pandataria (Fiori & Bég.) Anzal..
  - Descrizione: le foglie inferiori sono intere (eventualmente hanno delle forme lirate) con superficie grigio-tomentosa; il diametro degli involucri dei capolini è di 8 – 10 mm.
  - Distribuzione: si trova soltanto nelle isole Ponziane e Ventotene. (alcune checklist considerano questa sottospecie un sinonimo[20])